# La Luisiana
La Luisiana är en kommun och ort i Spanien.   Den ligger i provinsen Provincia de Sevilla och regionen Andalusien, i den södra delen av landet, 300 km söder om huvudstaden Madrid. La Luisiana ligger 171 meter över havet och antalet invånare är 4 652.
Terrängen runt La Luisiana är platt. Runt La Luisiana är det ganska glesbefolkat, med 38 invånare per kvadratkilometer. Närmaste större samhälle är Écija, 14,7 km öster om La Luisiana. Trakten runt La Luisiana består till största delen av jordbruksmark.